# 上木彩矢
上木 彩矢（かみき あや、1985年9月10日 - ）は、日本の歌手、女優、モデル。旧名、久里夢（くりむ）。北海道札幌市清田区出身、東京都在住。ビーヘッズ所属。身長166cm。血液型はB型。バンド「UROBOROS」および女性2人組ロックユニット「SONIC LOVER RECKLESS」のボーカル。

## 人物
4歳の頃よりピアノを始め、中学時代からバンド活動を始める。2002年にプロダクションにスカウトされる。高等学校在学中に、モデル活動と平行して歌謡教室に通いレッスンを重ねる。
デビューに至った経緯は、上木が15歳の頃、家族とお台場を歩いていた際オーディション会場のスタッフに「ちょっと1曲どうですか？」と誘われたことに起因する。翌日、所属事務所の社長から「すぐ東京に出て来てください」と電話がかかってきたという。なお、この時に歌唱した楽曲は小柳ゆきの「be alive」。
高校では、同じ事務所の相武紗季、石川佳奈、上野なつひと同級生であった。2003年に久里夢としてフォーライフレコードから『Breath』でデビュー。2004年3月に発売されたアルバム『W.H.Y?』まで、売れない時代が続いた。
その後2004年よりビーイングに所属し、大阪を拠点にした音楽を開始する。2005年のインディーズデビューを経て、2006年にメジャーデビュー。B'zのカバー曲として話題になり、オリコンチャート最高位9位を記録した「ピエロ」などの楽曲で知られる。
ビーイングに所属するアーティストは、ZARD、倉木麻衣、かつての大黒摩季に代表されるように、メディアへの露出を極力抑える傾向がある。一方、上木はテレビ番組をはじめとしたメディアに出演する機会が多い。音楽番組以外にも、『ロンドンハーツ』（テレビ朝日、2007年5月）、『カートゥンKAT-TUN』（日本テレビ、2007年10月）などのバラエティ番組にも出演したことがある。歌手活動以外にも、ファッション雑誌『KERA』の表紙を務めたことがあるなど、活動は多方面にわたる。
2009年月には音楽活動の拠点を東京に移すため、GIZA studioとの契約を終了。直後に、エイベックス主催の野外ライブ「a-nation」に初出演すると同時にavex traxへの移籍を発表した。
2011年、エイベックスとの契約が終了し、インディーズでの音楽活動となる。
2015年8月、バンド「UROBOROS」のボーカルとして音楽活動を再開。ポニーキャニオンと契約し、9月9日に1枚目のミニアルバムを発売した。
2017年8月、ギタリストmi-ya（LOVEBITES）と女性2人組ロックユニット「SONIC LOVER RECKLESS」を結成。9月15日に初ライブを行った。10月2日に1枚目のシングルを配信。
2020年1月1日に一般男性との入籍を発表。3月に女児を出産した。
2025年3月、入籍後、実質的に休止していた音楽活動を上木彩矢名義で再開させることを発表。上木彩矢名義での音楽活動は13年ぶりとなる。

## 略歴
2004年
- この年、ビーイングに所属する。
- 11月4日、hills パン工場で毎週木曜日に行われていたTHURSDAY LIVE「OKAMOTO NIGHT」にゲスト出演。上木彩矢として初めてのライブ出演となる。
- 11月24日、ZARDのシングル『今日はゆっくり話そう』にコーラスとして参加。
- 12月9日、THURSDAY LIVE「Winter NIGHT」において、初のメインアクトを務める。

2005年
- 5月25日、ミニアルバム『CONSTELLATION』をWEEDより発売し、インディーズデビュー。
- 9月7日、ZARDのアルバム『君とのDistance』にコーラスとして参加。
- 9月21日、インディーズ2枚目のミニアルバム『ROCK ON』を発売。

2006年
- 3月15日、シングル『Communication Break』でGIZA studioよりメジャーデビュー。
- 4月12日、2枚目のシングル『ピエロ』を発売。オリコントップ10入りのヒットを記録。
- 5月15日、公式ファンクラブ「Kaming」を発足。
- 7月12日、初のアルバム『Secret Code』を発売。オリコン初登場5位のヒットを記録。
- 11月6日、初のワンマンライブ「AYA KAMIKI LIVE 2006」を大阪・BIG CATにて開催。11月22日にShibuya O-EASTにて開催の東京公演とともに、一般発売当日にチケットが完売した。
- 11月12日、Zepp Osakaにて開催された、関西発の音楽番組「MUSIC EDGE + Osaka Style」のイベント「EDGE LIVE Q」に出演。

2007年
- 3月13日、日本ゴールドディスク大賞「ニューアーティスト・オブ・ザ・イヤー」受賞。
- 10月10日、2枚目のアルバム『明日のために 〜Forever More〜』を発売。オリコン初登場7位を記録。
- 11月10日、ライブツアー「AYA KAMIKI LIVE 2007 -明日のために走りだそう-」を大阪・なんばHatchにて開始。11月15日名古屋・E.L.L、11月17日東京・ラフォーレミュージアム六本木の全3公演。

2008年
- 4月9日、ZARDのシングル『翼を広げて/愛は暗闇の中で』収録曲「愛は暗闇の中で」にゲストボーカルとして参加。オリコン3位。
- 8月9日、東京・渋谷スペイン坂スタジオにて公開生放送された、TOKYO FM「COUNTDOWN JAPAN」に出演。
- 8月30日、大阪城ホールにて開催された、読売テレビ開局50年記念「名探偵コナン 夏祭り 〜夢の初ライブ〜」に出演。
- 9月10日、3枚目のアルバム『Are you happy now?』を発売。オリコン初登場10位を記録。
- 10月15日、ライブツアー「AYA KAMIKI LIVE 2008 〜Are you happy now?〜」を名古屋・E.L.Lにて開始。10月18日大阪・堂島リバーフォーラム、10月23日東京・赤坂BLITZの全3公演。

2009年
- 3月15日、ファンクラブイベント「AYA KAMIKI 1st Meeting」を大阪グランカフェにて開催。
- 7月末日、公式ファンクラブ「Kaming」解散。
- 8月29日、オフィシャルウェブサイトにて、音楽活動の拠点を東京へ移すためGIZAとの契約を終了したことを発表。同日、「a-nation'09 powered by ウイダーinゼリー」に出演し、avex traxへの移籍を報告。
- 11月11日、『W-B-X 〜W-Boiled Extreme〜（ダブル ビー エックス〜ダブル ボイルド エクストリーム〜）』（『仮面ライダーW（ダブル）』主題歌）をavex modeより発売。

2010年
- 1月27日、4枚目のアルバム『INDIVIDUAL EMOTION』をavex traxより発売。
- 1月27日、初のベストアルバム『AYA KAMIKI Greatest Best』をGIZA studioより発売。
- 1月29日、3年半ぶりとなるインストアイベントを、東京・タワーレコード新宿店にて開始。1月30日大阪・タワーレコード梅田NU茶屋町店、1月31日愛知・タワーレコード名古屋パルコ店、2月7日北海道・タワーレコード札幌ピヴォ店、2月14日福岡・キャナルシティ博多を含む全国5ヵ所にて開催。
- 4月3日、プレミアムイベントを東京・shibuya eggmanにて開催。
- 7月14日、『Revolver（リボルバー）』（パチンコ「CRゴルゴ13」CMソング）を発売。
- 8月11日、ミニアルバム『Gloriosa』を発売。オリコン39位。
- 9月10日、ライブ「AYA KAMIKI LIVE 2010 〜Gloriosa〜」東京公演をLIQUIDROOMにて開催。

2011年
- 3月9日、ミニアルバム『EVILÄLIVE』を発売。オリコン45位。
- 8月20日、自身のブログにて、メジャーレーベルでの音楽活動終了を報告[7]。
- 9月7日、メジャーデビュー5周年を記念したセレクションアルバム『THE FINAL JOURNEY』を発売。オリコン69位。
- 11月11日、ライブ「AYA KAMIKI LIVE 2011 〜THE FINAL JOURNEY〜」東京公演を原宿ASTRO HALLにて開催。

2012年
- 4月25日 『情熱 〜We are Brothers〜』／ Hero Music All Stars (「仮面ライダー×スーパー戦隊　スーパーヒーロー大戦」主題歌)に参加。
- 5月9日、楽曲『UNREAL』をiTunesなどで配信。
- 5月25日、ライブ「AYA KAMIKI LIVE 2012 〜Departure〜」東京公演を原宿ASTRO HALLにて開催。
- 11月21日、楽曲『V/S』をiTunesなどで配信。
- 11月24日、ライブ「AYA KAMIKI LIVE 2012 〜AGAINST THE WORLD〜」東京公演を原宿ASTRO HALLにて開催。

2015年
- 7月7日、音楽活動を再開し、バンド「UROBOROS」にボーカル・作詞担当として参加することをブログにて発表[8]。
- 9月9日、UROBOROSとして1枚目のミニアルバム『ANOTHER ARK』をポニーキャニオンより発売。
- 10月27日、『ANOTHER ARK』購入者の中から抽選で100名を招待し、シークレットライブ「DARK REDEMPTION」を東京都内にて開催。

2016年
- 4月20日、UROBOROSとして2枚目のミニアルバム『ZODIAC』を発売。
- 4月29日、UROBOROSの初ワンマンライブ「THE ARK OF ZODIAC」を東京・TSUTATA O-EASTにて開催。
- 9月19日、メジャーデビュー10周年記念ライブ「AYA KAMIKI LIVE 2016 十th Anniversary 『Resurrection』」を東京・下北沢GARDENにて開催。

2017年
- 8月16日、ギタリストmi-yaと女性二人組ロックユニット「SONIC LOVER RECKLESS」を結成したことをフェイスブックにて発表[9]。
- 9月15日、バースデーライブ「AYA KAMIKI BIRTHDAY LIVE 2017【 宴 】」を東京・下北沢GARDENにて開催。SONIC LOVER RECKLESSの初パフォーマンスを行った[5]。

 2018年 
- 9月14日、AYA KAMIKI LIVE 2018 × SONIC LOVER RECKLESS『Beginning』を渋谷・clubasiaにて開催[10]。
- 12月10日、AYA KAMIKI LIVE 2018 × SONIC LOVER RECKLESS 『MATERIALIZE』を初台・The DOORSにて開催[11]。
- 12月18日、SONIC LOVER RECKLESSとしての1stシングル『THE PHOENIX』をCDとしてリリース[12][13]。なお、収録楽曲は3曲全て2017年9月15日よりiTunesなどで先行配信されていた[14]。

2025年
- 3月、実質的に活動休止していた音楽活動を上木彩矢名義で再開。また同月22日に新たなオフィシャルサイトを開設した[6]。

## ディスコグラフィ

### アルバム

#### ミニアルバム
| 枚                                   | リリース日                          | タイトル                            | 規格                                | 規格品番                            | 順位                                |                                     |                                     |                                     |                                     |
| 上木彩矢 名義 / WEED (インディーズ)  | 上木彩矢 名義 / WEED (インディーズ) | 上木彩矢 名義 / WEED (インディーズ) | 上木彩矢 名義 / WEED (インディーズ) | 上木彩矢 名義 / WEED (インディーズ) | 上木彩矢 名義 / WEED (インディーズ) | 上木彩矢 名義 / WEED (インディーズ) | 上木彩矢 名義 / WEED (インディーズ) | 上木彩矢 名義 / WEED (インディーズ) | 上木彩矢 名義 / WEED (インディーズ) |
| ------------------------------------ | ----------------------------------- | ----------------------------------- | ----------------------------------- | ----------------------------------- | ----------------------------------- | ----------------------------------- | ----------------------------------- | ----------------------------------- | ----------------------------------- |
| 1st                                  | 2005年5月25日                       | CONSTELLATION                       | CD                                  | WCR-001                             | -                                   |                                     |                                     |                                     |                                     |
| 2nd                                  | 2005年9月21日                       | ROCK ON                             | CD                                  | WCR-002                             | -                                   |                                     |                                     |                                     |                                     |
| 上木彩矢 名義 / avex trax (メジャー) |                                     |                                     |                                     |                                     |                                     |                                     |                                     |                                     |                                     |
| 3rd                                  | 2010年8月11日                       | Gloriosa                            | CD+DVD                              | AVCD-38112/13                       | 39位                                |                                     |                                     |                                     |                                     |
| 3rd                                  | 2010年8月11日                       | Gloriosa                            | CD                                  | AVCD-38114                          | 39位                                |                                     |                                     |                                     |                                     |
| 4th                                  | 2011年3月9日                        | EVILÄLIVE                           | CD+DVD                              | AVCD38214/B                         | 45位                                |                                     |                                     |                                     |                                     |
| 4th                                  | 2011年3月9日                        | EVILÄLIVE                           | CD                                  | AVCD-38215                          | 45位                                |                                     |                                     |                                     |                                     |

#### ベストアルバム
| リリース日                             | タイトル                               | 規格                                   | 規格品番                               | 備考 | 順位                                   |                                        |                                        |                                        |                                        |
| 上木彩矢 名義 / GIZA studio (メジャー) | 上木彩矢 名義 / GIZA studio (メジャー) | 上木彩矢 名義 / GIZA studio (メジャー) | 上木彩矢 名義 / GIZA studio (メジャー) | 上木彩矢 名義 / GIZA studio (メジャー) | 上木彩矢 名義 / GIZA studio (メジャー) | 上木彩矢 名義 / GIZA studio (メジャー) | 上木彩矢 名義 / GIZA studio (メジャー) | 上木彩矢 名義 / GIZA studio (メジャー) | 上木彩矢 名義 / GIZA studio (メジャー) |
| -------------------------------------- | -------------------------------------- | -------------------------------------- | -------------------------------------- | --- | -------------------------------------- | -------------------------------------- | -------------------------------------- | -------------------------------------- | -------------------------------------- |
| 2010年1月27日                          | AYA KAMIKI Greatest Best               | CD+DVD                                 | GZCA-5204                              | GIZA在籍時代の楽曲（全シングル・インディーズ時代・アルバム曲から選曲）を網羅した、初のベスト・アルバム。 CD+DVDのみで販売。DVDには、2008年のワンマンライブ映像とミュージック・ビデオ2本が収録。 | 30位                                   |                                        |                                        |                                        |                                        |
| 上木彩矢 名義 / avex trax (メジャー)   |                                        |                                        |                                        | |                                        |                                        |                                        |                                        |                                        |
| 2011年9月7日                           | THE FINAL JOURNEY                      | 2CD+DVD                                | AVCD-38357/59                          | メジャーデビュー5周年記念。 上木彩矢自からが選曲したセレクションアルバム。ビーイング (GIZA studio) 在籍時代・avexからそれぞれ13曲の全26曲が収録されている。通常盤には新曲を収録。               | 69位                                   |                                        |                                        |                                        |                                        |
| 2011年9月7日                           | THE FINAL JOURNEY                      | 2CD                                    | AVCD-38360/61                          | メジャーデビュー5周年記念。 上木彩矢自からが選曲したセレクションアルバム。ビーイング (GIZA studio) 在籍時代・avexからそれぞれ13曲の全26曲が収録されている。通常盤には新曲を収録。               | 69位                                   |                                        |                                        |                                        |                                        |

### 映像作品
その他、上木自身の作品ではないが、以下の作品にも映像が収録されている。
1. 里菜♥祭り 2005　（2005年9月28日）
「☆シュビドゥビバ☆」「A constellation」「CRAZY」収録。
2. 復活！ F.S.B NIGHT LIVE at hills パン工場　（2005年12月14日）
「Do You Wanna Touch Me」「有酸素運動」にデュエットとして参加。
3. 里菜♥祭り 2006　（2006年11月1日）
「Smoke On The Water」「ピエロ」収録。
4. RINA AIUCHI VALENTINE LIVE 2007 （2007年5月23日）
「ピエロ」「もう君だけを離したりはしない」など、愛内里菜と宇浦冴香とのデュエット1曲を含む全5曲収録。

### タイアップ一覧
| 楽曲                              | タイアップ |
| --------------------------------- | --- |
| CRAZY                             | テレビ東京『JAPAN COUNTDOWN』2005年9月度エンディングテーマ                                                                  |
| CRAZY                             | チバテレビ制作UHF31局ネット『MU-GEN』2005年9月度エンディングテーマ                                                          |
| SAY!! WOH!!!!!                    | テレビ東京アニメ『格闘美神 武龍』挿入歌                                                                                     |
| tear                              | サミー「パチスロ 格闘美神 武龍」使用曲                                                                                      |
| Communication Break               | TBS『CDTV』2006年3月度オープニングテーマ                                                                                    |
| ピエロ                            | 全国東宝洋画系ロードショー『真救世主伝説 北斗の拳 ラオウ伝 殉愛の章』主題歌                                                 |
| ピエロ                            | チバテレビ制作UHF31局ネット『MU-GEN』2006年4月度エンディングテーマ                                                          |
| もう君だけを離したりはしない      | 読売テレビ『名探偵コナン』エンディングテーマ                                                                                |
| Secret Code                       | テレビ東京『JAPAN COUNTDOWN』2006年7月度オープニングテーマ                                                                  |
| 眠っていた気持ち 眠っていたココロ | BS日テレ・ANIMAX・GyaO放送アニメ『NIGHT HEAD GENESIS』エンディングテーマ                                                    |
| ミセカケの I Love you             | 日本テレビ『音楽戦士 MUSIC FIGHTER』2007年4月度オープニングテーマ                                                           |
| ミセカケの I Love you             | チバテレビ制作UHF31局ネット『MU-GEN』2007年4月度エンディングテーマ                                                          |
| ミセカケの I Love you             | 日本テレビ『ラジかるッ』2007年5月度エンディングテーマ                                                                       |
| youthful diary                    | テレビ東京『PVTV』2007年5月度オープニングテーマ                                                                             |
| 明日のために                      | インテリジェンス『an』イメージソング                                                                                        |
| 明日のために                      | 日本テレビ『スポーツうるぐす』2007年8・9月度テーマソング                                                                    |
| 星の降る夜には                    | チバテレビ制作UHF31局ネット『MU-GEN』2007年10月度エンディングテーマ                                                         |
| A constellation 〜 2007           | テレビ東京『PVTV』2007年10月度エンディングテーマ                                                                            |
| SUNDAY MORNING                    | 日本テレビ『オトナの資格』2008年3月度エンディングテーマ                                                                     |
| SUNDAY MORNING                    | チバテレビ制作UHF31局ネット『MU-GEN』2008年3月度エンディングテーマ                                                          |
| 君去りし誘惑                      | 大塚製薬POCARI SWEAT presents 日本テレビ系列全国25局ネット番組『ブカツの天使』中国・四国地区応援ソング                      |
| 君去りし誘惑                      | 中京テレビ『スーパーチャンプル』2008年6月度エンディングテーマ                                                               |
| 君去りし誘惑                      | テレビ東京『PVTV』2008年6月度オープニングテーマ                                                                             |
| 君去りし誘惑                      | テレビ金沢『びービーみつばち』2008年6月度エンディングテーマ                                                                 |
| 君去りし誘惑                      | チバテレビ制作UHF31局ネット『MU-GEN』2008年6月度エンディングテーマ                                                          |
| Summer Memories                   | 読売テレビ『名探偵コナン』エンディングテーマ                                                                                |
| Summer Memories                   | テレビ東京『PVTV』2008年8月度エンディングテーマ                                                                             |
| Are you happy now?                | テレビ東京『JAPAN COUNTDOWN』2008年9月度オープニングテーマ                                                                  |
| Are you happy now?                | チバテレビ制作UHF31局ネット『MU-GEN』2008年9月度エンディングテーマ                                                          |
| Are you happy now?                | 長野朝日放送『情報パラダイス』2008年9月度エンディングテーマ                                                                 |
| 世界はそれでも変わりはしない      | セガ×チュンソフトプロジェクトゲームソフト『428 〜封鎖された渋谷で〜』(Wii・PlayStation 3・PlayStation Portable)テーマソング |
| 世界はそれでも変わりはしない      | テレビ金沢『びービーみつばち』2008年12月エンディングテーマ                                                                  |
| W-B-X 〜W Boiled Extreme〜        | テレビ朝日『仮面ライダーW』オープニングテーマ                                                                               |
| The Light                         | 日本テレビ系『音楽戦士 MUSIC FIGHTER』POWER PLAY                                                                            |
| TO-THE-ATTACK                     | 日本テレビ『SUPERうるぐす』テーマソング2009年12・2010年1月度オープニングテーマ                                              |
| Revolver                          | 平和「CRゴルゴ13 BACK IN THE BATTLEFIELD」テーマソング                                                                      |
| Infinity                          | テレビ埼玉 『NEWS 930／WEEKEND 930』エンディングテーマ曲                                                                    |
| EVILÄLIVE                         | BeeTV 『和田アキ子最強バトル！2』2月度配信テーマ曲                                                                          |

### 作詞提供
- 熊切あさ美「大嫌いだけど 大好きな人」（2025年3月22日配信リリース）- プロデュースも担当[6][15]。

## 出演

### テレビドラマ
- 仮面ライダーW 第23話 - 第24話（2010年、テレビ朝日） - 本人役で出演
- 四つ葉神社ウラ稼業 失恋保険〜告らせ屋〜 第12話 - 最終話（2011年、読売テレビ） - 君原瑠奈 役

### 舞台
- ブロードウェイミュージカル「RENT」 - モーリーン 役
  - （2012年10月30日 - 12月2日、シアタークリエ）
  - （2012年12月6日 - 9日、兵庫県立芸術文化センター 阪急中ホール）
  - （2015年9月8日 - 10月9日、シアタークリエ）
  - （2017年7月 - 8月、シアタークリエ）[16]
- 「ZANNA ザナ 〜a musical fairy tale〜」 -  ロバータ 役
  - （2013年2月18日 - 23日）